# Speed Racer in My Most Dangerous Adventures
Speed Racer in My Most Dangerous Adventures é um jogo eletrônico de 1994 que combina elementos de corrida e plataforma com rolagem lateral. Foi desenvolvido pela Radical Entertainment e publicado pela Accolade para o Super Nintendo.

## Descrição
Speed deve levar seu confiável carro, o Mach 5, para viajar pelo mundo e vencer todos os grandes prêmios que existem. Os infames vilões da série animada estão lá para capturar Trixie, a namorada de Speed, e cabe a ele detê-los.
Corredor X (Racer X) e seu carro Shooting Star, também são jogáveis inserindo o password "RCCRX".